# Sarah Rafferty
Sarah Gray Rafferty, född 6 december 1972, är en amerikansk skådespelare. Hon är mest känd som Donna Paulsen i den amerikanska dramaserien Suits. Hon är gift med den amerikansk-finska ekonomen Aleksanteri Olli-Pekka Seppälä sedan den 23 juni 2001.

## Uppväxt
Sarah Gray Rafferty är den yngsta dottern i familjen och växte upp i Greenwich, Connecticut i USA. Hon blev introducerad till skådespeleri när hon var 15 år gammal, då hon spelade landhockey och teaterläraren frågade varför hon höll på med sport istället för skådespeleri. Efter detta blev hon en del av pjäsen Richard III, och hennes karriär var igång.
Sarah Gray Rafferty har dels studerat på Hamilton College (med ett utbytesår på Oxfords universitet i Storbritannien) där blev tilldelad en Bachelor of Fine Arts med magna cum laude, därefter på Yale University där hon fick en Master of Fine Arts.

## Filmografi
Sarah Rafferty har varit med i flera filmer och TV-serier.

### Film (urval)
| År   | Titel                           | Roll         |
| ---- | ------------------------------- | ------------ |
| 2000 | Mambo Café                      | Amy          |
| 2002 | Speakeasy                       | Nurse        |
| 2004 | Soccer Dog: Europe Cup          | Cora Stone   |
| 2006 | Falling for Grace               | Sydney       |
| 2009 | Four Single Fathers             | Julia        |
| 2011 | Small, Beautifully Moving Parts | Emily        |
| 2016 | All Things Valentine            | Avery Parker |
| 2020 | Browse                          | Claire       |

### TV-Serier (urval)
| År        | Titel                        | Roll              |
| --------- | ---------------------------- | ----------------- |
| 1998      | Trinity                      | Sarah             |
| 2003      | Tremors                      | Casey Matthews    |
| 2004      | Second Time Around           | Daphne Fitzgerald |
| 2011-2019 | Suits                        | Donna Paulsen     |
| 2020      | Grey's Anatomy               | Suzanne Britland  |
| 2021-2022 | Chicago Med                  | Pamela Blake      |
| 2021-2022 | My Life with the Walter Boys | Katherine Walter  |